# Бабаев, Сухан Бабаевич
Суха́н Баба́евич Баба́ев (12 (25) декабря 1910, а. Юзбаши, Асхабадский уезд, Закаспийская область, Российская империя — 28 ноября 1995, Ашхабад, Туркменистан) — советский туркменский государственный и партийный деятель.

## Биография
Родился в семье крестьянина в ауле Юзбаши Асхабадского уезда Закаспийской области Российской империи. По национальности туркмен, принадлежал к племени алили.
Отец — Баба Бабаев — умер в год рождения сына, а мать, оставаясь вдовой ещё 40 лет, умерла в 1950 году. С 1923 воспитывался в интернатах Каахки и Ашхабада.
После окончания Среднеазиатского техникума водного хозяйства в Ташкенте (специальность «гидротехника», 1931) — на хозяйственной, советской и партийной работе.
В 1931—1937 годах — начальник райводхоза Сталинского района Марыйской области. Член ВКП(б) с 1937.
С 1937 года — начальник управления Мургабской оросительной системы, затем начальник Марыйского облводхоза. С 1940 года — заместитель наркома водного хозяйства, одновременно руководил строительством Султан-Бентского водохранилища.
В 1941 году — нарком государственного контроля Туркменской ССР, заместитель председателя Совета Народных Комиссаров Туркменской ССР.
В 1941—1943 годах учился в Высшей партшколе при ЦК ВКП(б).
С марта 1943 по 1945 год — первый секретарь Чарджоуского обкома КП(б)Туркменистана.
С 17 октября 1945 года по 14 июля 1951 года — председатель Совета Народных Комиссаров (с марта 1946 года — Совета Министров) Туркменской ССР.
С июля 1951 года — первый секретарь ЦК КП Туркменистана. С 1952 года — член ЦК КПСС.
Один из главных организаторов кампании по разоблачению буржуазных националистов в Туркменистане начала 50-х годов. В бытность Бабаева первым секретарем ЦК в августе 1951 года выходит печально известное постановление ЦК КП(б)Т «О книге „Коркут-Ата“ и произведении Джума Ильмурадова „Мой Туркменистан“», положившее начало гонениям на представителей науки и туркменской культуры, обвиненных в пантюркизме и буржуазном национализме: Б. А. Каррыева, М. Косаева и О. Абдалова, способствоваших публикации в 1945—1946 гг. «Китаби Дяде Коркут», поэта К. Курбансахатова (за стихотворение «Ты туркмен»), историка Г. Непесова и др.
Тем не менее, именно борьба с «националистическими проявлениями» стала причиной или поводом снятия Бабаева с занимаемого поста. 14 декабря 1958 года был освобожден от должности первого секретаря ЦК КП Туркменистана, 19 декабря 1958 года Постановлением пленума ЦК КПСС выведен из состава членов ЦК КПСС.
С 1958 года — директор совхоза «Казанджик» (Туркменская ССР).
Депутат ВС СССР 2-5 созывов (1946—1962).
Награждён четырьмя орденами Ленина, орденом Красной Звезды, орденом Трудового Красного Знамени, орденом «Знак Почёта», медалями.
Ушёл из жизни 28 ноября 1995 года.